# Budinjak
Budinjak – wieś w Chorwacji, w żupanii zagrzebskiej, w mieście Samobor. W 2011 roku liczyła 11 mieszkańców.